# Chithode
Chithode es una ciudad y nagar Panchayat situada en el distrito de Erode en el estado de Tamil Nadu (India). Su población es de 8550 habitantes (2011). Se encuentra a 12 km de Erode y a 68 km de Salem.

## Demografía
Según el censo de 2011 la población de Chithode era de 8550 habitantes, de los cuales 4261 eran hombres y 4289 eran mujeres. Chithode tiene una tasa media de alfabetización del 80,05%, inferior a la media estatal del 80,09%: la alfabetización masculina es del 87,44%, y la alfabetización femenina del 72,76%.